# Rosângela Conceição
Rosângela da Silva Conceição (São Paulo, 7 de agosto de 1973) es una deportista brasileña que compitió en judo y en lucha libre.
En su carrera como judoka ganó dos medallas en el Campeonato Panamericano de Judo de 2002. En lucha obtuvo una medalla en los Juegos Panamericanos de 2007, y seis medallas en el Campeonato Panamericano de Lucha entre los años 2004 y 2009.

## Palmarés internacional
| Campeonato Panamericano | Campeonato Panamericano         | Campeonato Panamericano | Campeonato Panamericano |
| Año                     | Lugar                           | Medalla                 | Categoría               |
| ----------------------- | ------------------------------- | ----------------------- | ----------------------- |
| 2002                    | Santo Domingo (Rep. Dominicana) | Medalla de plata        | –78 kg                  |
| 2002                    | Santo Domingo (Rep. Dominicana) | Medalla de bronce       | Abierta                 |

| Juegos Panamericanos    | Juegos Panamericanos              | Juegos Panamericanos | Juegos Panamericanos |
| Año                     | Lugar                             | Medalla              | Categoría            |
| ----------------------- | --------------------------------- | -------------------- | -------------------- |
| 2007                    | Río de Janeiro (Brasil)           | Medalla de bronce    | 72 kg                |
| Campeonato Panamericano |                                   |                      |                      |
| Año                     | Lugar                             | Medalla              | Categoría            |
| 2004                    | Ciudad de Guatemala (Guatemala)   | Medalla de bronce    | 72 kg                |
| 2005                    | Ciudad de Guatemala (Guatemala)   | Medalla de oro       | 72 kg                |
| 2006                    | Río de Janeiro (Brasil)           | Medalla de plata     | 72 kg                |
| 2007                    | San Salvador (El Salvador)        | Medalla de bronce    | 72 kg                |
| 2008                    | Colorado Springs (Estados Unidos) | Medalla de bronce    | 72 kg                |
| 2009                    | Maracaibo (Venezuela)             | Medalla de bronce    | 72 kg                |